# Dembela
Dembela is een gemeente (commune) in de regio Sikasso in Mali. De gemeente telt 12.500 inwoners (2009).
De gemeente bestaat uit de volgende plaatsen:
- Dembela
- Diakélé
- Fatogomabougou
- Gona
- Kessana
- Konana
- Korola
- Mébougou
- Mémissala
- Sokorola
- Tiétimbougou